# Aaron Sloman
Aaron Sloman (Que Que, Rhodèsia del Sud, 1936) és un filòsof que s'ha especialitzat en la cognició i la intel·ligència artificial. Seguint les idees de Kant sobre el paper de les matemàtiques i la lògica en el raonament va estudiar els components que afecten al raonament, especialment l'emoció, i com aquests poden afectar la seqüència lògica i fins i tot la percepció. Ho considera un element essencial de l'evolució de la intel·ligència en els éssers humans i mira d'entendre com funciona a partir d'intentar replicar-ho en màquines de manera que es reprodueixi a manera d'experiment.
Sloman va néixer l'any 1936 a la població de Que Que (actualment conegut com a Kwekwe), Rhodèsia del Sud (actualment conegut com a Zimbabwe).